# 南ボヘミア州

南ボヘミア州
Jihočeský kraj

南ボヘミア州の所在地

南ボヘミア州（みなみボヘミアしゅう、チェコ語:Jihočeský kraj）は、チェコのボヘミア地方南部に位置する州。州都はチェスケー・ブジェヨヴィツェ。

## 地理

### 地域区分

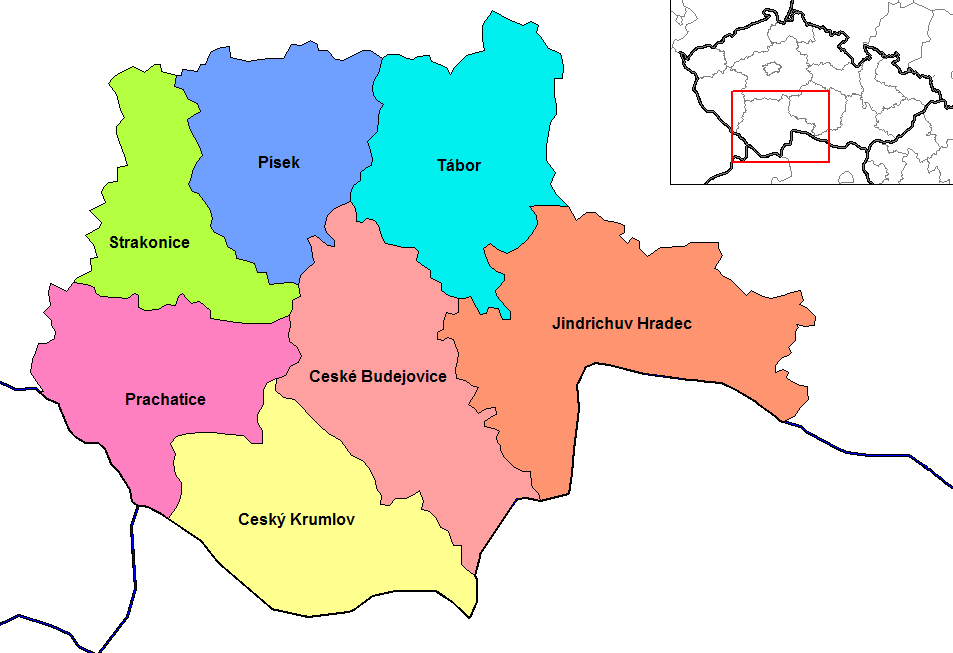
南ボヘミア州の郡（詳細）

南ボヘミア州には7つの郡がある。
- チェスケー・ブジェヨヴィツェ郡
- チェスキー・クルムロフ郡
- インドジフーフ・フラデツ郡
- ピーセク郡
- プラハチツェ郡
- ストラコニツェ郡
- ターボル郡

## 文化

### 観光
ホラショヴィツェ歴史地区とチェスキー・クルムロフ歴史地区がユネスコの世界遺産に登録されている。シュマヴァ国立公園がある。